# Vol Austral Líneas Aéreas 046
Le vol Austral Líneas Aéreas 046 est un vol intérieur régulier de la compagnie aérienne argentine Austral Líneas Aéreas, reliant Buenos Aires, à Posadas, avec une escale à Resistencia, qui s'est écrasé, le 12 juin 1988, lors de la phase d'approche vers la piste d'atterrissage de l'aéroport Libertador General José de San Martín, dans des conditions de faible visibilité. Les 61 passagers et membres d'équipage à bord ont tous péri dans l'accident.

## Accident
Le vol 046, opéré par un McDonnell Douglas MD-81, immatriculé N1003G, a décollé de l'aéroport Jorge-Newbery de Buenos Aires vers Resistencia à 7 h 4 heure locale. La première étape du vol s'est déroulée sans incident et l'appareil a décollé de Resistencia à 8 h 40, après une escale de 26 minutes.
À 9 h 9, l'équipage du vol 046 a établi le contact radio avec le contrôle aérien de Posadas, et 7 minutes plus tard, le vol a été autorisé pour effectuer une approche de type VOR/DME sur la piste 01, et à descendre à 4 000 pieds (1 220 m). Le temps à ce moment-là était très mauvais, avec une visibilité d'environ 100 m et un brouillard dense autour de la zone de l'aéroport. 
À 9 h 20, l'appareil percute la cime d'un eucalyptus, avant de s'écraser dans une zone boisée à 3 km du seuil de la piste 01, ne laissant aucun survivant parmi les 61 personnes à bord.

## Enquête
L'enquête sur le crash du vol 046 a conclu que l'équipage a tenté d'effectuer l'approche vers la piste 01, alors que les conditions météorologiques étaient en dessous des minimales requises indiquées pour une approche aux instruments sur cet aéroport.